# South African Historical Journal
South African Historical Journal, skrót J. South. Afr. Hist. – recenzowane czasopismo naukowe, uchodzące za czołowe czasopismo historyczne publikowane w Południowej Afryce. Wydawane od 1969.
Ukazuje się jako kwartalnik. Cześć numerów czasopisma ukazywała się jako numery tematyczne: Oral Histories in South Africa (2008); Let’s Talk About Bantustans (2012); Tswana History (2014).
Czasopismo jest indeksowane w następujących bazach bibliograficznych: African Studies Abstracts; African Studies Abstracts Online; America: History and Life; Current Abstracts; Historical Abstracts; Humanities International Index; International Bibliography of the Social Sciences; International Index to Black Periodicals; Thomson Reuters Arts & Humanities Citation Index; Thomson Reuters Social Sciences Index. W 2014 jego Impact Factor wynosił 0.484.